# 乙烯基氯化镁
乙烯基氯化镁是一种有机镁化合物，化学式为C2H3MgCl。它可由氯乙烯和镁在碘、溴乙烷的催化下于四氢呋喃中回流反应得到。它和二苯甲酮在氯化锌催化下反应，可以得到二苯基乙烯基甲醇。